# Unter Anklage: Der Fall Harry Wörz
Unter Anklage: Der Fall Harry Wörz ist ein deutscher Fernsehfilm des Regisseurs Till Endemann im Auftrag von SWR und ARD Degeto, der von einem der aufsehenerregendsten Justizirrtümer der Bundesrepublik Deutschland handelt. Der Film erzählt die Geschichte von Harry Wörz, der wegen versuchten Totschlags an seiner Ex-Frau verurteilt wurde und im Folgenden dreizehn Jahre in mehreren Prozessen für seinen endgültigen Freispruch im Jahr 2010 kämpfen musste. 
Die Uraufführung war am 14. Januar 2014 in einem Fernsehstudio des SWR in Stuttgart. Die TV-Erstausstrahlung fand am 29. Januar 2014 im Ersten statt. Im Anschluss an den Film sprach Anne Will mit ihren Gästen über Justizirrtümer.

## Inhalt
Die Geschichte beginnt am 29. April 1997 im Birkenfelder Gemeindeteil Gräfenhausen bei Pforzheim. Der Bauzeichner Harry Wörz trifft beim Verlassen seiner Wohnung auf ein großes Polizeiaufgebot und wird sofort festgenommen. Ihm wird vorgeworfen, die von ihm getrennt lebende Ehefrau, die ebenfalls Polizistin ist, in ihrer Wohnung überfallen und so schwer gewürgt zu haben, dass sie aufgrund von Sauerstoffmangel einen bleibenden Hirnschaden erlitten hat und zum Pflegefall werden wird.  
Wörz wird vom Landgericht Karlsruhe wegen versuchten Totschlags zu elf Jahren Haft verurteilt. 1999 kommt es zu einem Schadensersatzprozess gegen ihn, in dem ihn der Anwalt Hubert Gorka vertritt. Der Richter am zuständigen Zivilgericht hat Zweifel an der Schuld von Wörz und weist die Klage zurück. Aufgrund dieses Erfolgs entschließen sich Wörz und sein Anwalt Gorka, für die Aufhebung der Freiheitsstrafe zu kämpfen. Es beginnt ein jahrelanger Prozessstreit. Gemeinsam kämpfen sich die beiden durch Wiederaufnahmeverfahren und Revisionsverhandlungen bis hin zum Bundesgerichtshof. 
Am 6. Oktober 2005 wird Wörz „aus Mangel an Beweisen“ freigesprochen und die fahrlässige Arbeit der ursprünglich ermittelnden Behörden festgestellt. Trotzdem lässt das Gericht erkennen, dass es Wörz für den Schuldigen hält, und hebt das Urteil in der Revision wieder auf. Erst vier Jahre später stellt das Gericht unmissverständlich fest, dass er unschuldig ist und nie hätte verurteilt werden dürfen. Dieses Urteil wird auch in der Revision bestätigt. Der wahre Täter wurde nie belangt. 
Der Film erzählt neben den juristischen Prozessen auch die Beziehungen von Wörz zu seinem Anwalt Gorka, zu alten und neuen Freunden.

## Hintergrund
Der Fernsehfilm Unter Anklage: Der Fall Harry Wörz ist eine Produktion der UFA Fiction im Auftrag von SWR und ARD Degeto. Die Dreharbeiten fanden überwiegend in Berlin statt, einige Aufnahmen wurden aber auch in der Umgebung des Birkenfelder Gemeindeteiles Gräfenhausen bei Pforzheim, dem Heimatort von Harry Wörz, gedreht.
Der Fall Harry Wörz bringt nicht nur die Schwächen und Stärken des deutschen Justizsystems zum Vorschein, sondern behandelt auch die Themen der Manipulation und Korruption. Die Polizei hat in den Prozessen Indizien unterschlagen und mögliche andere Täter von vornherein ausgeschlossen. Der Film verdichtet die vielen Prozesse, Verhandlungen und Anhörungen durch Montagen und Kollagen, um den emotionalen Momenten des Falls Harry Wörz mehr Raum zu geben.